# 남악출장소
남악출장소는 전라남도 무안군 삼향읍 남악리에 있는 삼향읍사무소의 출장소이다. 2005년 전라남도청이 이전해 와 남악리에 남악신도시가 조성되어 인구가 증가하자 삼향읍사무소가 남악리에서 멀리 떨어져 있는 임성리에 있어 민원이 불편해 설치한 출장소이다. 신 청사가 건설되어 업무를 진행 중이다.